# ロバート・デイヴィス
ロバート・ヘンリー・デイヴィス（Robert Henry Davis、1844年8月29日 - 1899年2月10日）は新潟宣教で活躍したアメリカン・ボードの宣教師。同志社のJ・D・デイヴィスの甥である。
デラウェア州に生まれ、1868年にアマースト大学を卒業し、同大学院で修士号(M.A.)を取得する。その後、バンカー神学校で学んで牧師になる。1874年フランセス・ラウンズと結婚する。1878年10月にアメリカン・ボードの宣教師として来日する。神戸で1883年まで伝道に従事し、1883年7月から、スコットランド一致長老教会宣教師セオボールド・パームの後任としてO・H・ギューリック宣教師夫妻と共に新潟地方の伝道を始めた。
1884年に新潟第一基督教会（現、日本基督教団新潟教会）を設立して、成瀬仁蔵を初代牧師に迎えた。翌1885年に帰国しニューハンプシャー州で牧師をする。1899年にデラウェア州ミルフォードで死去し、同市内の墓地に埋葬される。